# Ludovico Micara
Ludovico Micara (Frascati, 12 ottobre 1775 – Roma, 24 maggio 1847) è stato un cardinale italiano. Apparteneva all'Ordine dei frati minori cappuccini.

## Biografia
Figlio di Filippo Micara e Gaetana Lucidi, viene battezzato con il nome di Ferdinando. Diventa frate cappuccino a 18 anni con il nome di fra Ludovico da Frascati. Nel 1798 viene ordinato sacerdote.
Viene perseguitato dal governo napoleonico che governava sui territori occupati dello Stato Pontificio, viene arrestato, ma riesce a fuggire e si nasconde presso il lido di Santa Severa. Dopo la caduta del governo napoleonico ed il ritorno del governo pontificio, fra Ludovico intraprende la strada della predicazione. Apprezzato per le sue doti di eloquenza i Cappuccini lo eleggono ministro generale dell'Ordine e diviene predicatore apostolico di papa Pio VII.
Papa Leone XII lo eleva al rango di cardinale nel concistoro del 13 marzo 1826. Chiede al Pontefice e ottiene di vestire l'abito cardinalizio di colore marrone invece che rosso, più confacente alla sua appartenenza all'ordine di San Francesco.
Diviene presidente della deputazione permanente dei Conservatori ed anche prefetto della Sacra Congregazione dei Riti. Viene nominato cardinale vescovo di Frascati il 2 ottobre 1837. Nel giugno del 1844 diviene vescovo di Ostia e Velletri. Un sonetto del poeta Belli fa riferimento al suo "governo tirannico". Partecipa come cardinale a tre conclavi.
Muore il 24 maggio 1847 all'età di 71 anni. È sepolto nella chiesa dei Cappuccini a Piazza Barberini a Roma. Due strade sono a lui intitolate, una a Roma ed una a Frascati.

## Lapide di Via Veneto a Roma

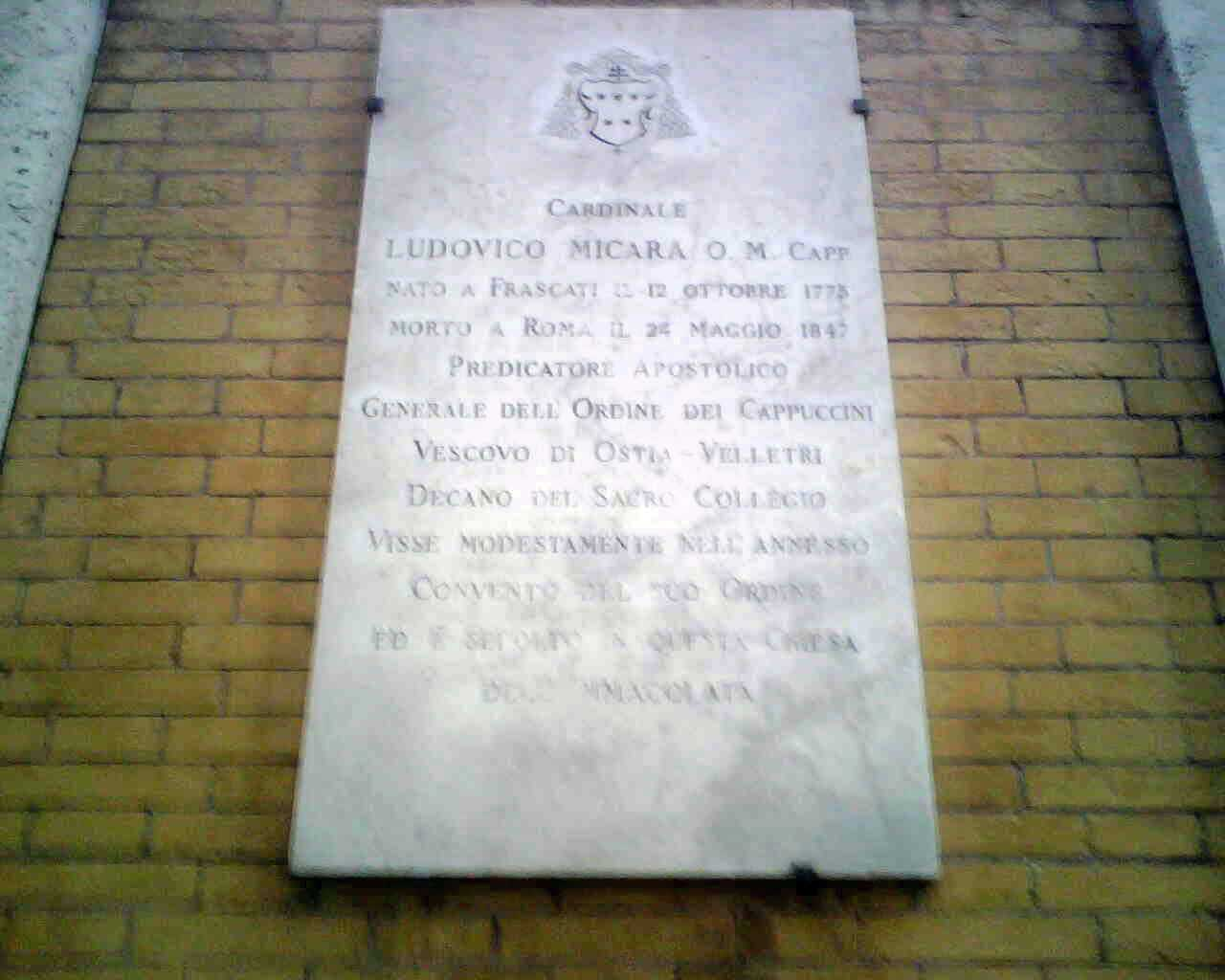
Lapide in memoria del Cardinale Micara

La lapide del Cardinale Ludovico Micara è posta sulla parete d'entrata della chiesa dei Cappuccini di Roma. L'edificio, dedicato all'Immacolata, è posto in fondo a Via Vittorio Veneto poco prima di piazza Barberini.
Sulla lapide è scolpito il seguente testo:
CARDINALE / LUDOVICO MICARA O.M. CAPP / NATO A FRASCATI IL 12 OTTOBRE 1775 / MORTO A ROMA IL 24 MAGGIO 1847 / PREDICATORE APOSTOLICO / GENERALE DELL'ORDINE DEI CAPPUCCINI / VESCOVO DI OSTIA VELLETRI / DECANO DEL SACRO COLLEGIO / VISSE MODESTAMENTE NELL'ANNESSO / CONVENTO DEL SUO ORDINE / ED È SEPOLTO IN QUESTA CHIESA / DELL'IMMACOLATA.

## Genealogia episcopale e successione apostolica
La genealogia episcopale è:
- Cardinale Scipione Rebiba
- Cardinale Giulio Antonio Santorio
- Cardinale Girolamo Bernerio, O.P.
- Arcivescovo Galeazzo Sanvitale
- Cardinale Ludovico Ludovisi
- Cardinale Luigi Caetani
- Cardinale Ulderico Carpegna

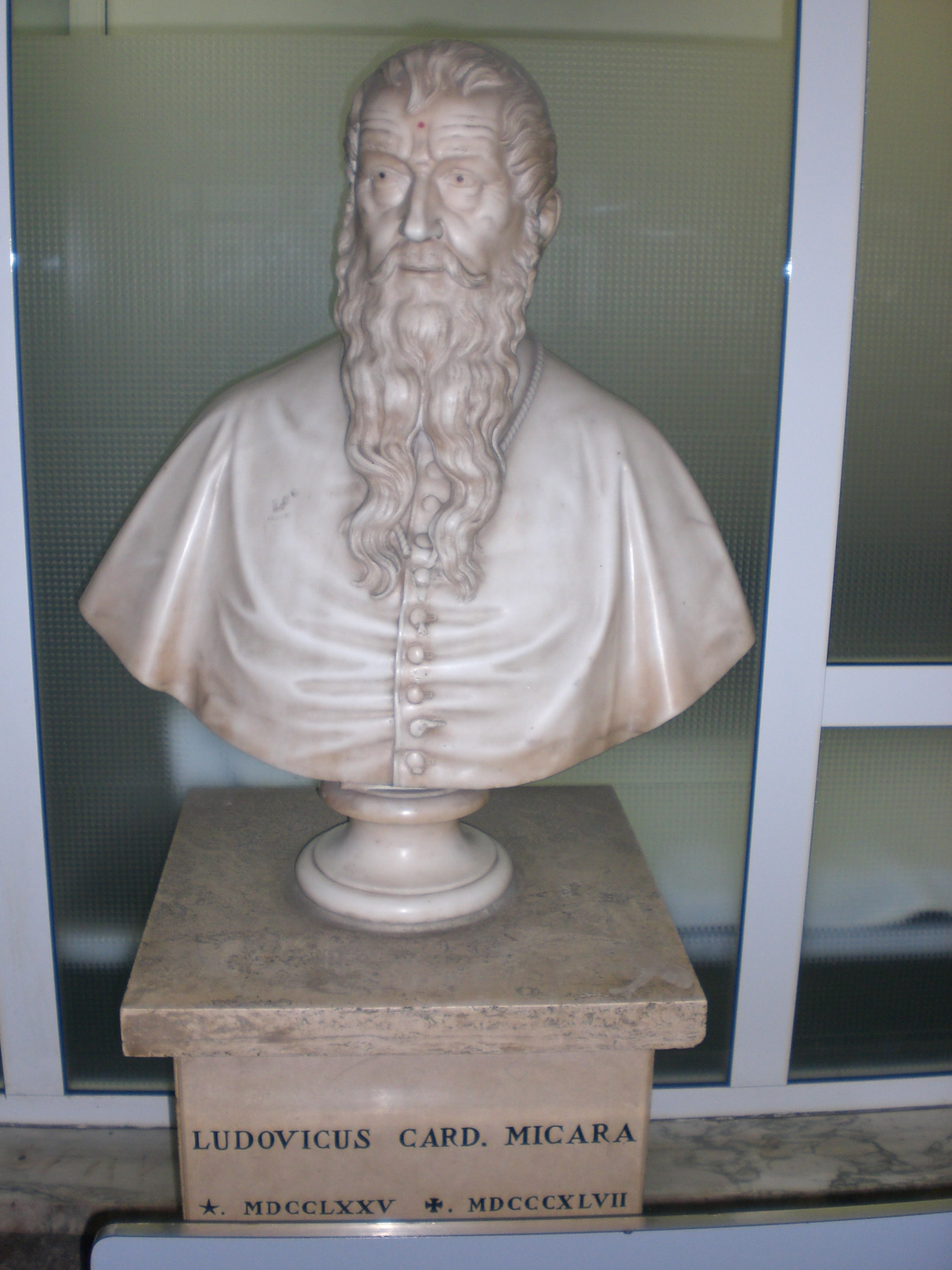
Busto del cardinale Ludovico Micara posto nella hall dell'Ospedale S. Sebastiano Martire a Frascati

- Cardinale Paluzzo Paluzzi Altieri degli Albertoni
- Papa Benedetto XIII
- Papa Benedetto XIV
- Papa Clemente XIII
- Cardinale Giovanni Carlo Boschi
- Cardinale Bartolomeo Pacca
- Cardinale Ludovico Micara, O.F.M.Cap.

La successione apostolica è:
- Vescovo Lorenzo Serafini, O.F.M.Cap. (1840)
- Cardinale Cosimo Corsi (1845)